# Marsac-sur-l’Isle
Marsac-sur-l’Isle település Franciaországban, Dordogne megyében. Lakosainak száma 3165 fő (2022. január 1.). Marsac-sur-l’Isle Chancelade, Annesse-et-Beaulieu, Coulounieix-Chamiers, Périgueux, Coursac és Razac-sur-l’Isle községekkel határos.

## Népesség
A település népességének változása:
| Lakosok száma | 1216 | 1657 | 1939 | 2491 | 3117 | 3131 | 3104 | 3142 | 3147 | 3165 |
|               | 1968 | 1982 | 1990 | 2006 | 2013 | 2015 | 2017 | 2019 | 2020 | 2022 |